# Bogatije Szabi-i járás

A Bogotije Szabi-i járás Tatárföldön

A Bogotije Szabi-i járás (oroszul Сабинский район, tatárul Саба районы) Oroszország egyik járása Tatárföldön. Székhelye Bogotije Szabi.

## Népesség
- 1989-ben 42 585 lakosa volt.
- 2002-ben 31 317 lakosa volt.
- 2010-ben 31 038 lakosa volt, melyből 29 606 tatár, 996 orosz, 219 udmurt, 44 baskír, 23 ukrán, 18 csuvas, 12 mari, 2 mordvin.